# Rilo Pöhlmann
Rilo Pöhlmann (* 1940; † 20. August 2011) war ein deutscher Sportwissenschaftler und Hochschullehrer.

## Leben
1976 legte Pöhlmann in Jena seine Doktorarbeit zum Thema „Der motorische Lernprozess (theoretische Studien und experimentelle Untersuchungen zu ausgewählten psychomotorischen Problemen von Lernprozessen im Sport)“ vor.
Als Professor für Bewegungslehre an der Friedrich-Schiller-Universität Jena unterhielt Pöhlmann auch Wissenschaftskontakte in die Vereinigten Staaten. Im Werk „Die Entwicklung der Bewegungslehre und Sportmotorik in Deutschland“ von Christopher Kuhfeldt heißt es diesbezüglich: „Diese, für die Wissenschaftsdisziplin in der DDR wohl einmaligen Kontakte, mündeten sogar in einem sechsmonatigen Studienaufenthalt von Pöhlmann in den USA“.
Pöhlmann war bis 1991 an der Friedrich-Schiller-Universität in Jena als Professor tätig und zählte „zu den herausragendsten Sportmotorikern“ der DDR. In seiner wissenschaftlichen Tätigkeit beschäftigte er sich unter anderem mit lernpsychologischen Problemen im Sport, dem Trackingverfahren im Sport, sensomotorischen Lernprozessen, der Rhythmusschulung sowie der Wahrnehmungs- und Beobachtungsfähigkeit.